# Sitio de Constantinopla (717-718)
El sitio de Constantinopla duró doce meses, desde el 15 de agosto de 717 hasta el 15 de agosto de 718. Durante ese tiempo el emperador bizantino León III ofreció férrea resistencia y derrotó en varias oportunidades a las fuerzas de tierra y mar del Califato Omeya, que estaban bajo el mando del general Maslama y del almirante Solimán respectivamente.
La resistencia opuesta por el Imperio bizantino y Primer Imperio búlgaro constituyó uno de los acontecimientos cumbres de la Historia, porque impidió la expansión del califato por Europa.

## Antecedentes

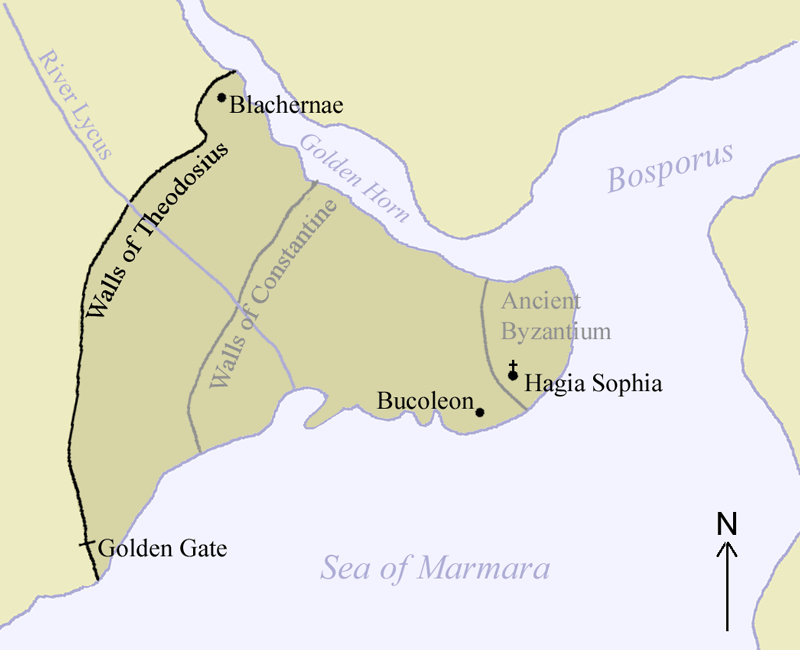
Las murallas.

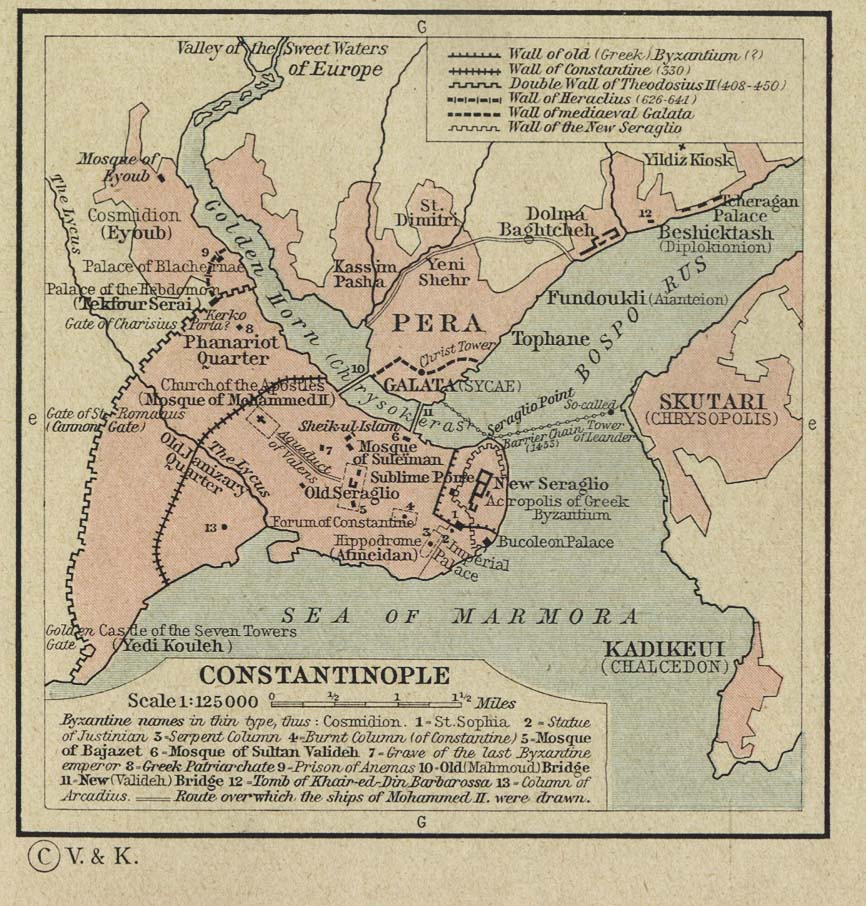
Constantinopla y sus defensas.

Constantinopla fue siempre el objetivo de los árabes. La primera tentativa de su conquista fue en 655 por el califa Otmán. Ese año envió una expedición naval contra la ciudad, pero fue derrotado y su posterior asesinato en 656 obligaron a los árabes a abandonar la empresa por el momento.
Muawiya, el fundador de la dinastía omeya, envió una expedición a Asia Menor en el 668; ocupó Calcedonia y en 669 pasó a Tracia y atacó Constantinopla. Desde esa fecha hasta 677, la capital bizantina sufrió intermitentes embates árabes, aunque siempre fueron rechazados por la flota del emperador Constantino IV.
Muawiya falleció el 680, sucediéndole el califa Abd al-Malik, que murió en 705. Su sucesor fue Walid I. Durante su reinado, el Imperio árabe alcanzó su mayor expansión. En el año 710 llegó al Atlántico y al siguiente conquistó el reino visigodo. Por el oriente llegó al Asia Central, hasta la frontera china. En 715 falleció Walid cuando planeaba la conquista de Constantinopla. La tarea quedó para su sucesor, el califa Solimán (Suleimán I, de igual nombre que el jefe de la flota).
Constantino IV falleció el 685 siendo sucedido por su hijo de solo 15 a 16 años de edad, Justiniano II. Tuvo éxitos militares en los Balcanes, aplicó una política de deportación de los prisioneros eslavos, asentándolos en Anatolia que había quedado despoblada por las recientes guerras contra los árabes. En el año 695 fue destronado por el general Leoncio que acaudilló una revuelta popular contra su política fiscal de excesivos impuestos para financiar grandes obras públicas, entre ellas el palacio imperial. Fue deportado y luego de diez años de exilio recuperó el trono en el año 705; desató un reinado del terror que duró hasta su asesinato en el año 711.
Comenzó un período de inestabilidad en el que un general tomaba el poder hasta que era derrotado por otro. El primero fue Filípico; lo siguió Anastasio II, que designó a un militar llamado León el Isáurico como comandante de las tropas bizantinas en Anatolia. Este general era un militar brillante. Solimán, deseoso de llevar a cabo la conquista de Constantinopla, el 715 envió dos ejércitos que partieron del Tauro y penetraron en Anatolia. Uno iba al mando de un general de nombre Solimán, avanzó por Anatolia y llegó hasta Amorio, al norte del lago Aksehir, pero León la defendió exitosamente. El otro ejército árabe estaba al mando de Maslama, hermano del califa. Avanzó por Capadocia y trató de apresar a León, pero también fracasó.
A Anastasio le sucedió en el trono bizantino Teodosio III y cuando este fue despojado del trono, se lo ofrecieron a León, que fue coronado emperador el 25 de marzo de 717 en Constantinopla como León III.

## El sitio

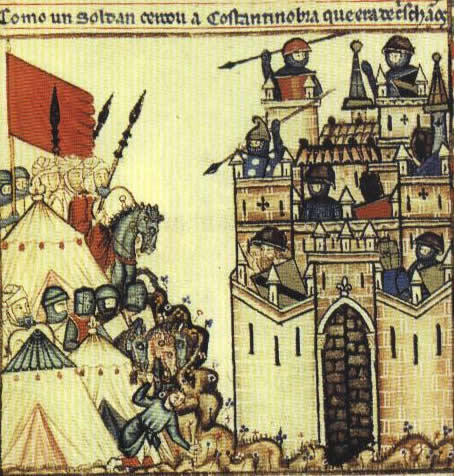
Panel de la cantiga 28 de las Cantigas de Santa María, que ilustra el asedio de Constantinopla del

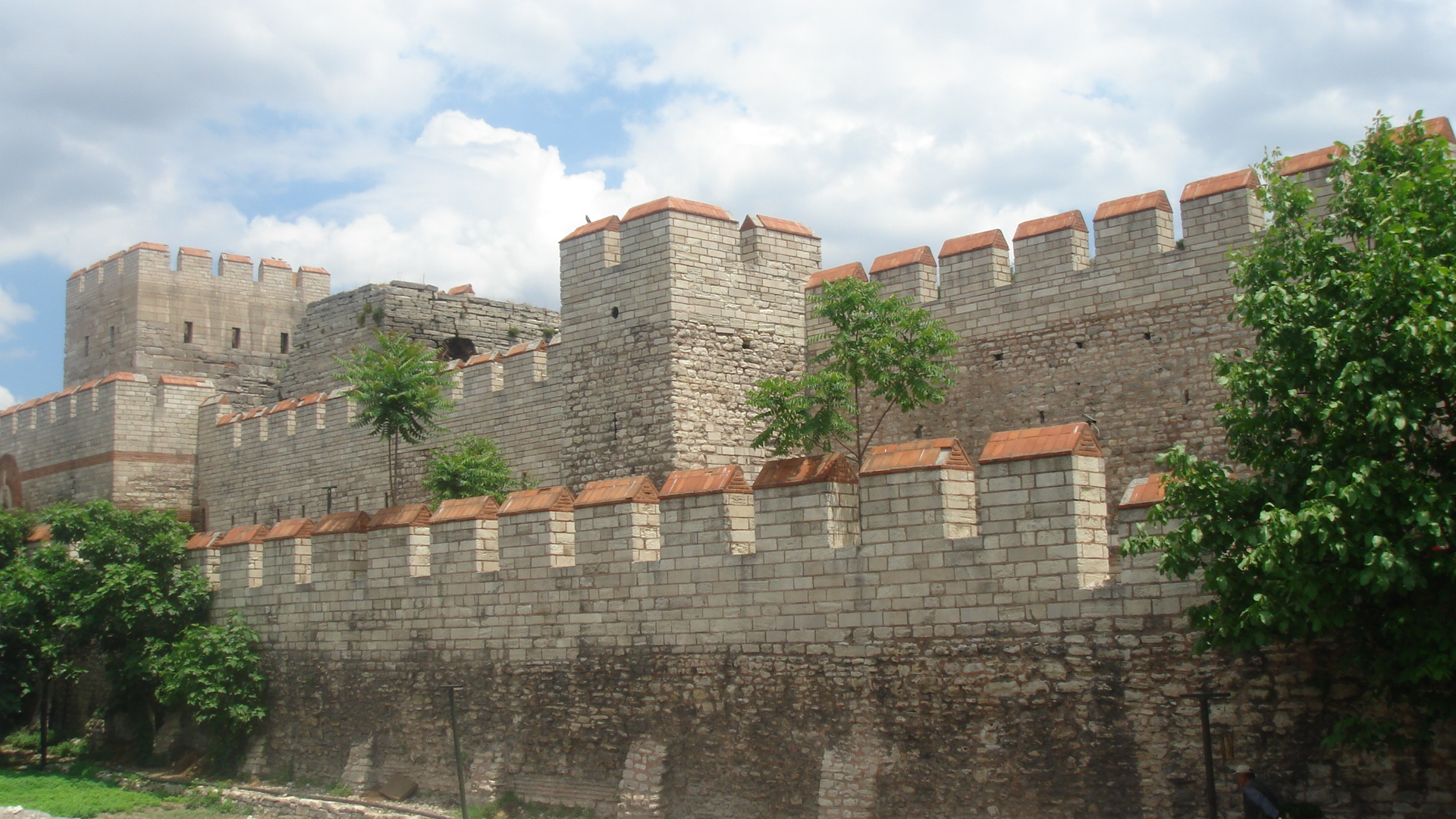
Muralla reconstruida - 2006.

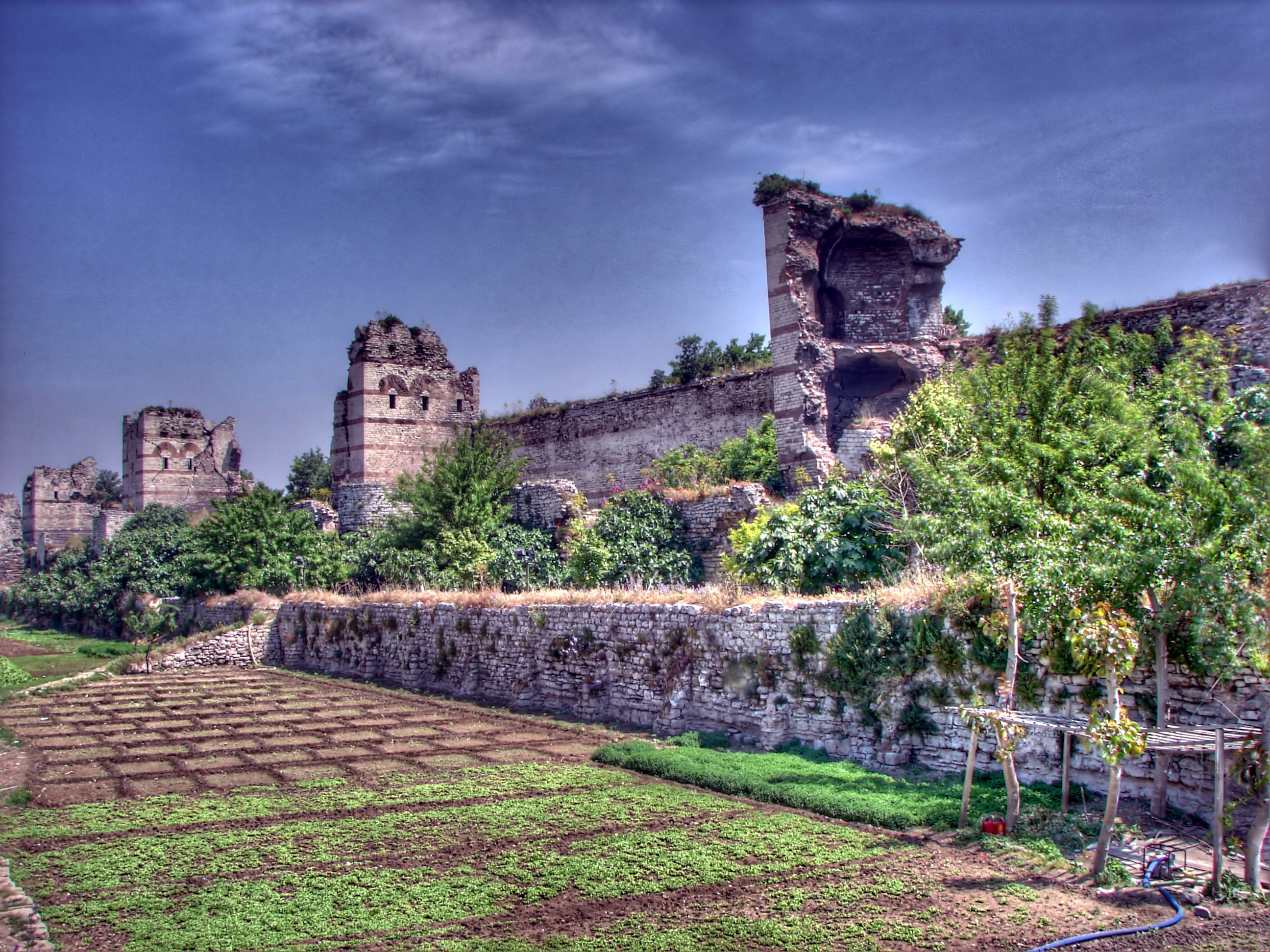
Muralla - 2006.

León llenó los graneros y los arsenales, reparó los muros de las murallas y las equipó con numerosas máquinas de guerra. Constantinopla era prácticamente inexpugnable siempre que pudiera mantener sus comunicaciones marítimas. Estaba construida sobre un promontorio protegido por el norte por el Cuerno de Oro y por el sur por el mar de Mármara. Por su lado occidental tenía dos murallas, la exterior levantada por Teodosio II y otra interior levantada por el emperador Constantino el Grande. En la época debería tener 500 000 habitantes. Era prácticamente imposible tomarla por asalto por lo que el bloqueo era la única acción posible. Para ello había que cerrar el Bósforo y los Dardanelos. León dependía principalmente de su flota numéricamente inferior a la de su enemigo.
Maslama planificó avanzar contra la ciudad primero por tierra y por mar y luego rodearla. Según los historiadores de la época, el ejército estaba compuesto por 80 000 hombres, que quedaron bajo su mando, y la escuadra, al mando de Solimán, compuesta por 1800 naves que transportaban otros 80 000 hombres.
Inicialmente Maslama se dirigió a Pérgamo, en Asia Menor frente a la isla de Lesbos y desde ahí avanzó sobre los Dardanelos, que cruzó por Abido y el 15 de julio de 717 se presentó frente al muro exterior de Constantinopla. Intentó inmediatamente un ataque pero fue rechazado por las máquinas de guerra de los bizantinos. Malasma comprendió que lo mejor era reducir la ciudad por el bloqueo e hizo excavar una profunda trinchera frente a la muralla.
Solimán fue instruido de dividir su flota, dejando una parte estacionada en Eutropius y en Anthemius, en la costa asiática, cortando los suministros provenientes del Egeo. La otra parte de la flota navegaría el Bósforo más arriba de Gálata para dejar separada la ciudad del mar Negro.
La segunda flota llegó el 1 de septiembre a Constantinopla y el 3 del mismo mes continuó hacia el Bósforo. León la esperaba en el Cuerno de Oro, la entrada estaba protegida por una gran cadena que se podía izar o bajar. En la punta Serrallo la fuerte corriente marina que ahí se producía confundió a las naves árabes. León bajó la cadena y salió con sus naves atacando las galeras enemigas con “fuego griego”, destruyendo 20 y capturando muchas más. Al ver que llegaba el grueso de la flota de Solimán regresó a su refugio en el Cuerno de Oro. Este rápido ataque tuvo consecuencias futuras, pues los árabes no se atrevieron a atacarlo nuevamente lo que permitió el libre abastecimiento de la ciudad.
En el internato, el califa Solimán, que acudía hacia el sitio con tropas de refuerzo, murió repentinamente. Fue sucedido por Omar II, fanático religioso pero mal guerrero. El cerco árabe continuó. El invierno fue muy crudo ese año, la nieve cubrió la tierra durante 100 días. Muchos árabes murieron durante ese periodo, pues no estaban acostumbrados a esas condiciones climáticas. Entre los muertos estuvo el general Solimán.
En la primavera siguiente arribó a la zona una escuadra árabe compuesta de 400 naves al mando de Sofiam que pasó ante Constantinopla de noche y arribó al mar Negro. Poco después llegaron 300 naves más al mando de Yezid. Un ejército de reserva al mando de Merdasam reforzó las trincheras que habían sido diezmadas por las enfermedades del invierno.
El cierre del Bósforo pudo haber rendido la ciudad por el hambre, pero León tuvo la suerte de que muchos tripulantes cristianos desertaron                                                                                                                                                                                                                                                                                                                                                                                                                                                                                                                                             de las naves árabes proporcionando valiosa información de las fuerzas musulmanas. Con esta información León se hizo a la mar y cayó sorpresivamente sobre las naves árabes que estaban completamente descuidadas. Esto puso en fuga a los árabes y muchas naves fueron destruidas por el “fuego griego”. Esta sorpresiva acción fue seguida por una persecución en tierra asiática derrotando a las fuerzas de Mersadam.
León había conseguido en el frente diplomático que Tervel, al mando de tropas búlgaras, marchara contra Maslama al que derrotó en una batalla al sur de Adrianópolis, en la que murieron 22 000 musulmanes. Para aumentar el terror se difundió el rumor que un ejército franco se estaba preparando para defender, en tierra y por mar, a los cristianos.
Este último desastre hizo que el califa Omar pidiese a Maslama que levantara el sitio, lo que sucedió el 15 de agosto de 718, justo un año después de su inicio. Maslama embarcó los restos de su ejército y lo trasladó a la costa asiática del mar de Mármara. Su flota se dirigió al Helesponto pero una tempestad la destruyó, contándose que de las 2560 naves que la componían se salvaron sólo cinco. La victoria de León III fue decisiva en la preservación del Imperio.

## Consecuencias
La victoria de León III en esta oportunidad y en las batallas que siguieron al sitio, se debieron, principalmente, a las excepcionales dotes como militar que tenía el Emperador. Los árabes tuvieron que retirarse del oeste del Asia Menor. Se puede decir con justicia que estas victorias salvaron al Imperio bizantino y a los pueblos del oriente europeo. Fueron los éxitos más importantes de la historia romana; salvaron a Europa de la invasión árabe cuando se estaba iniciando el poder del reino de los francos.